# Leonid Kossakiwskyj

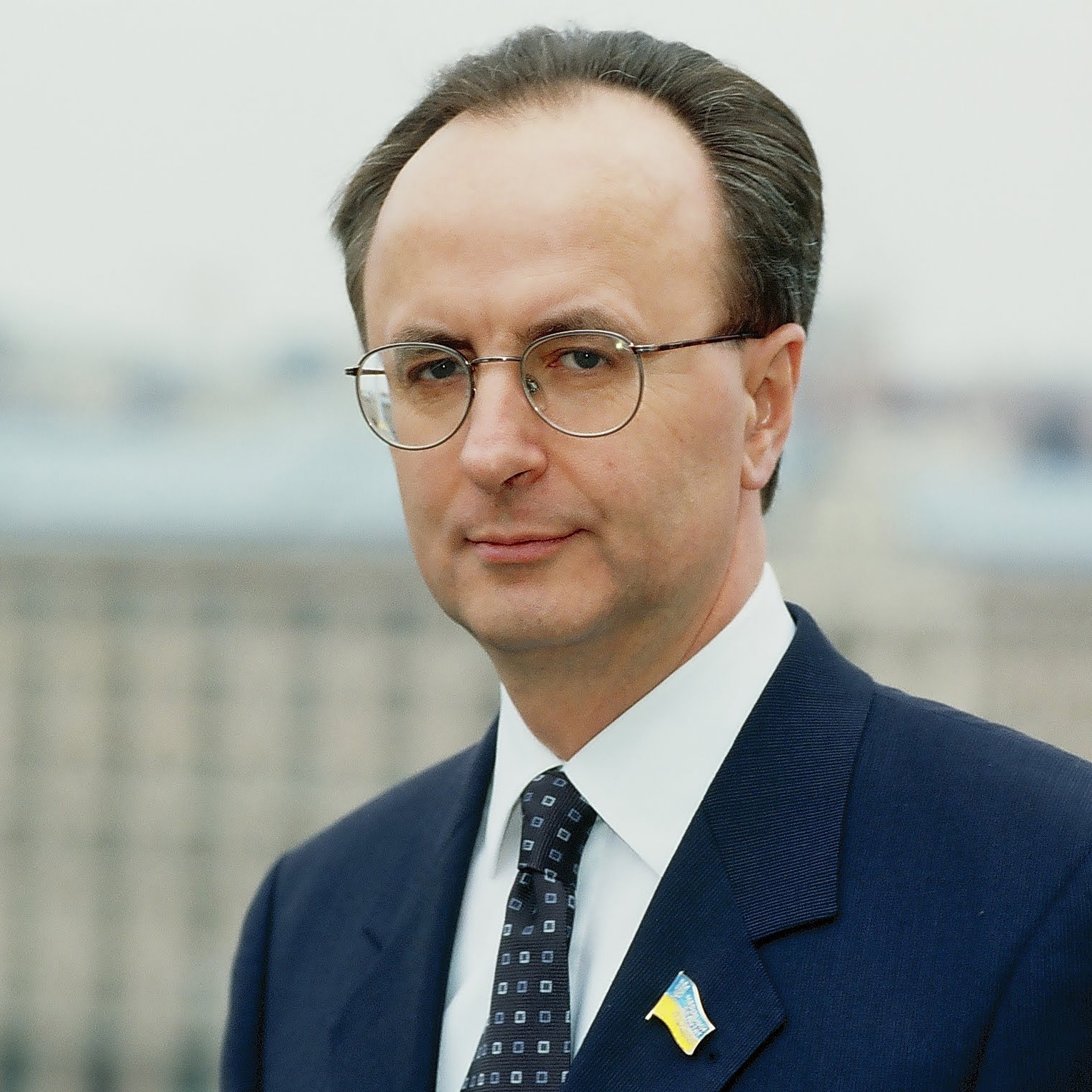
Leonid Kossakiwskyj, März 2002

Leonid Hryhorowytsch Kossakiwskyj (* 21. Januar 1950 in Tscherniwzi, Oblast Winnyzja, Ukrainische SSR) ist ein ukrainischer Politiker und war der erste offizielle Bürgermeister der ukrainischen Hauptstadt Kiew nach der Unabhängigkeit der Ukraine.

## Leben
Kossakiwskyj kam im Dorf Tscherniwzi im Rajon Mohyliw-Podilskyj (heute eine Siedlung städtischen Typs im Rajon Tscherniwzi) in der ukrainischen Oblast Winnyzja zur Welt. Er studierte bis 1973 an der Radiophysikalischen Fakultät der Nationalen Taras-Schewtschenko-Universität in Kiew und diente zwischen 1973 und 1975 in der Roten Armee.
Von 1975 bis 1980 war er Ingenieur und Konstrukteur im Kiewer Arsenal-Werk.
Von 1980 bis 1988 war Kossakiwskyj Abteilungsleiter der Kommunistischen Partei im Kiewer Stadtrajon Petschersk und zwischen 1988 und 1991 war er zunächst zweiter, dann erster Parteisekretär des Bezirkskomitees der Kommunistischen Partei im Rajon Petschersk.
Von April 1993 bis Juli 1994 war er Stellvertreter des Präsidenten der Ukraine Leonid Krawtschuk in Kiew. Daran anschließend war Kossakiwskyj von Juli 1994 bis zum Juni 1997 Vorsitzender des Kiewer Stadtrates und von Juli 1995 bis Juli 1996 leitete er die Kiewer Stadtverwaltung. Von Juni 1997 bis April 1998 war er der erste Bürgermeister der Stadt, nachdem die Ukraine ihre Unabhängigkeit erlangte. Zwischen Mai 1998 und Mai 2002 war Leonid Kossakiwskyj als Mitglied der Partei Allukrainische Vereinigung „Vaterland“ Abgeordneter in der Werchowna Rada, dem ukrainischen Parlament.
Nach seiner politischen Karriere arbeitet er als unabhängiger Experte.
Er ist mit Iryna Wassyliwna Kossakiwska (* 1952) verheiratet und hat einen Sohn Namens Serhij (* 1974).